# Lithacodia albiterminata
Lithacodia albiterminata là một loài bướm đêm trong họ Noctuidae.